# ران آبگلن
ران آبگلن (انگلیسی: Ron Abegglen; ۱۹ اوت ۱۹۳۷ – ۱۹ دسامبر ۲۰۱۸) سرمربی (بسکتبال)، و بازیکن بسکتبال اهل ایالات متحده آمریکا بود.